# Шинвелл, Мэнни
Эмануэль Шинвелл, барон Шинвелл (англ. Emanuel Shinwell, Baron Shinwell; 18 октября 1884, Лондон, Соединённое королевство Великобритании и Ирландии — 8 мая 1986, там же) — британский государственный деятель и член лейбористской партии, министр в правительстве Клемента Эттли и пожизненный пэр.

## Биография
Происходил из семьи польско-еврейского происхождения. В детстве его семья переехала в Глазго. Его отец владел небольшим магазином одежды, его мать работала поваром. Работал в магазине портным.
В 1903 году вступил в ряды Объединенного союза и вскоре стал активным профсоюзным органайзером, важной фигурой «Красного Клайдсайда». В 1911 году он сыграл главную роль в забастовке моряков в Глазго. Вскоре он стал секретарем регионального отделения моряков. В январе 1919 года принимал участие в акции протеста работников. Протест превратился в столкновение с полицией, и Шинвелл был обвинен в разжигании массовых беспорядков и приговорен к пяти месяцам тюремного заключения.
Член Независимой лейбористской партии, в 1922 году впервые был избран в Палату общин и был её членом до 1924 года, а затем, с 1928 по 1931 год, от избирательного округа Линлитгоу.
Занимал должности в правительствах Великобритании, сформированных Рамсеем Макдональдом:
- январь-ноябрь 1924 г. — министр горнорудной промышленности,
- 1929—1930 гг. — финансовый секретарь военного министерства,
- 1930—1931 гг. — министр  горнорудной промышленности. Выступал с критикой решения сформировать коалиционное правительство с консерваторами, за что был отправлен в отставку.

В 1931 году он потерпел поражение на всеобщих выборах. Однако на всеобщих выборах 1935 года был вновь избран членом Палаты общин от избирательного округа Дарем-Синем, одержав победу над бывшим премьер-министром Макдональдом, который после формирования коалиции с Консервативной партией (Национальное правительство) в 1931 году был исключен из рядов Лейбористской партии. Хотя Шинвелл был убежденным патриотом и антифашистом, он отказался от участия (в качестве министра продовольствия) в коалиционном правительстве премьер-министра Уинстона Черчилля во время Второй мировой войны. В 1943 году был избран председателем Лейбористской партии.
После окончания Второй мировой войны и победы Лейбористской партии на всеобщих выборах в 1945 году был назначен министром топлива и энергетики, на этом посту отвечал за процесс национализации шахт в состав госкорпорации «Британский уголь» (British Coal). Его решение начать работы по открытой добыче угля непосредственно вблизи «Лесного дома» Уэнтворта была расценена в то время как «акт классовой борьбы» с британской аристократией. Вследствие его политики жесткого нормирования угля в холодную зиму 1946/47 был отправлен в отставку и переведен на должность военного министра (не входит в состав кабинета министров), который занимал до февраля 1950 года. Затем был министром обороны Великобритании (1950—1951).
С 1950 по 1970 год являлся депутатом Палаты общин Великобритании от избирательного округа Дарем-Исингтон. После поражения Лейбористской партии на всеобщих выборах 1951 года он ушёл из Национального исполнительного совета партии, а после избрания на пост ее председателя Хью Гейтскелла, с которым у политика был затяжной конфликт, покинул и состав теневого кабинета лейбористов.
После победы Лейбористской партии на парламентских выборах 1964 года был избран председателем фракции Лейбористской партии в Палате общин, однако в 1967 году был вынужден покинуть этот пост вследствие яростного сопротивления его пропаганде присоединения Соединенного Королевства к Европейскому сообществу.
После ухода их Палаты общин в 1970 году был возведён в рыцарское достоинство как барон Шинвелл и таким образом получил место в Палате лордов. Там он являлся парламентским организатором своей фракции; ушёл в отставку в 1982 году в связи с усилением влияния левых групп в Лейбористской партии.